# La cumbre escarlata
La cumbre escarlata (en inglés: Crimson Peak) es una película estadounidense-mexicana-canadiense de terror gótico y suspenso estrenada en 2015, dirigida por Guillermo del Toro y escrita por Del Toro y Matthew Robbins. La cinta está protagonizada por Mia Wasikowska, Tom Hiddleston, Jessica Chastain, Charlie Hunnam y Jim Beaver. Fue producida por Legendary Pictures y distribuida por Universal Pictures y su estreno se produjo el 16 de octubre de 2015.

## Trama
Nueva York, en 1887, Edith Cushing (Mia Wasikowska), la joven hija del rico empresario estadounidense Carter Cushing (Jim Beaver), es visitada por el fantasma negro y desfigurado de su madre, quien le advierte: "Cuidado con la Cumbre Escarlata".
Catorce años más tarde, Edith, aspirante a escritora, conoce a Sir Thomas Sharpe (Tom Hiddleston), un baronet inglés que ha venido a Estados Unidos con su hermana, Lucille (Jessica Chastain), para buscar inversionistas para su invención minera, una máquina extractora arcilla. Decepcionado con los fracasos anteriores de Sharpe para recaudar capital, Cushing rechaza la propuesta de Thomas. El espíritu de la madre de Edith vuelve a visitarla, con la misma advertencia.
Cuando Thomas y Edith se enamoran, su padre y el amigo de la infancia de Edith, el doctor Alan McMichael (Charlie Hunnam), desaprueban la relación. El Sr. Cushing contrata a un detective privado, quien descubre hechos desagradables sobre los Sharpe. El Sr. Cushing soborna a los hermanos para que Thomas termine su relación con Edith. Sin embargo, Thomas envía a Edith una nota explicando sus acciones. Después de que el Sr. Cushing es brutalmente asesinado, Edith y Thomas se casan y regresan a Inglaterra. Llegan a Allerdale Hall, la mansión en ruinas de Sharpe, que se asienta sobre una mina de arcilla roja en medio de un campo. Edith encuentra que Lucille se comporta fríamente mientras que Thomas está físicamente distante, dejándola confundida.
Edith comienza a ver unos aterradores fantasmas rojos por toda la mansión. Para calmarla, Thomas la lleva a la oficina de correos local, donde ella descubre que Thomas tenía alguna conexión con una mujer italiana. Debido a una tormenta de nieve, deben pasar la noche en la oficina de correos. Lucille, con rabia por la larga ausencia de ambos, se enfurece después de su regreso, asustando a Edith. En el momento en que Thomas menciona que la finca se conoce como "Cumbre Escarlata", debido a la arcilla roja caliente que se filtra a través de la nieve, Edith se debilita y empieza a toser sangre.
Edith explora la mansión y recoge pistas, descubriendo que Thomas anteriormente se casó con tres mujeres ricas que fueron mortalmente envenenadas por sus herencias. Ella se da cuenta de que ella también está siendo envenenada por medio del té que bebe y que los hermanos han tenido una relación incestuosa a largo plazo, resultando en un bebé enfermo que acabó muerto debido a sus problemas congénitos. Anteriormente, Lucille también asesinó a su madre después de que ésta descubriera el incesto de sus hijos. Thomas heredó la casa de la familia que, como muchas haciendas aristocráticas de la época, ya no era rentable, por lo que los Sharpe estaban prácticamente arruinados. Ambos hermanos comenzaron el complot de "matrimonio y asesinato" para apoyarse y financiar los inventos de Thomas.

## Reparto
- Mia Wasikowska como Edith Cushing.
  - Sofía Wells como Edith de joven.[6]
- Tom Hiddleston como sir Thomas Sharpe, baronet, el marido de Edith, un "héroe encantador, con un pasado misterioso".[7][3][8]
- Charlie Hunnam como el Dr. Alan McMichael, un "chico tranquilo, tímido y reflexivo, estoico, taciturno, muy culto que está locamente enamorado de la heroína femenina".[7]
- Jessica Chastain como lady Lucille Sharpe, hermana de sir Thomas.[9]
- Jim Beaver como Carter Cushing.[10]
- Burn Gorman como el Sr. Holly[11]
- Jonathan Hyde como Ogilvie.
- Doug Jones como el fantasma de la madre de Edith, la Sra. Cushing, y lady Beatrice Alexandra Sharpe.[12]
- Javier Botet como los fantasmas de Pamela, Enola y Margaret.[13][12]
- Leslie Hope como la señora McMichael, madre de Alan.[14]
- Emily Coutts como Eunice McMichael.
  - Matia Jackett como Eunice de joven.[6]

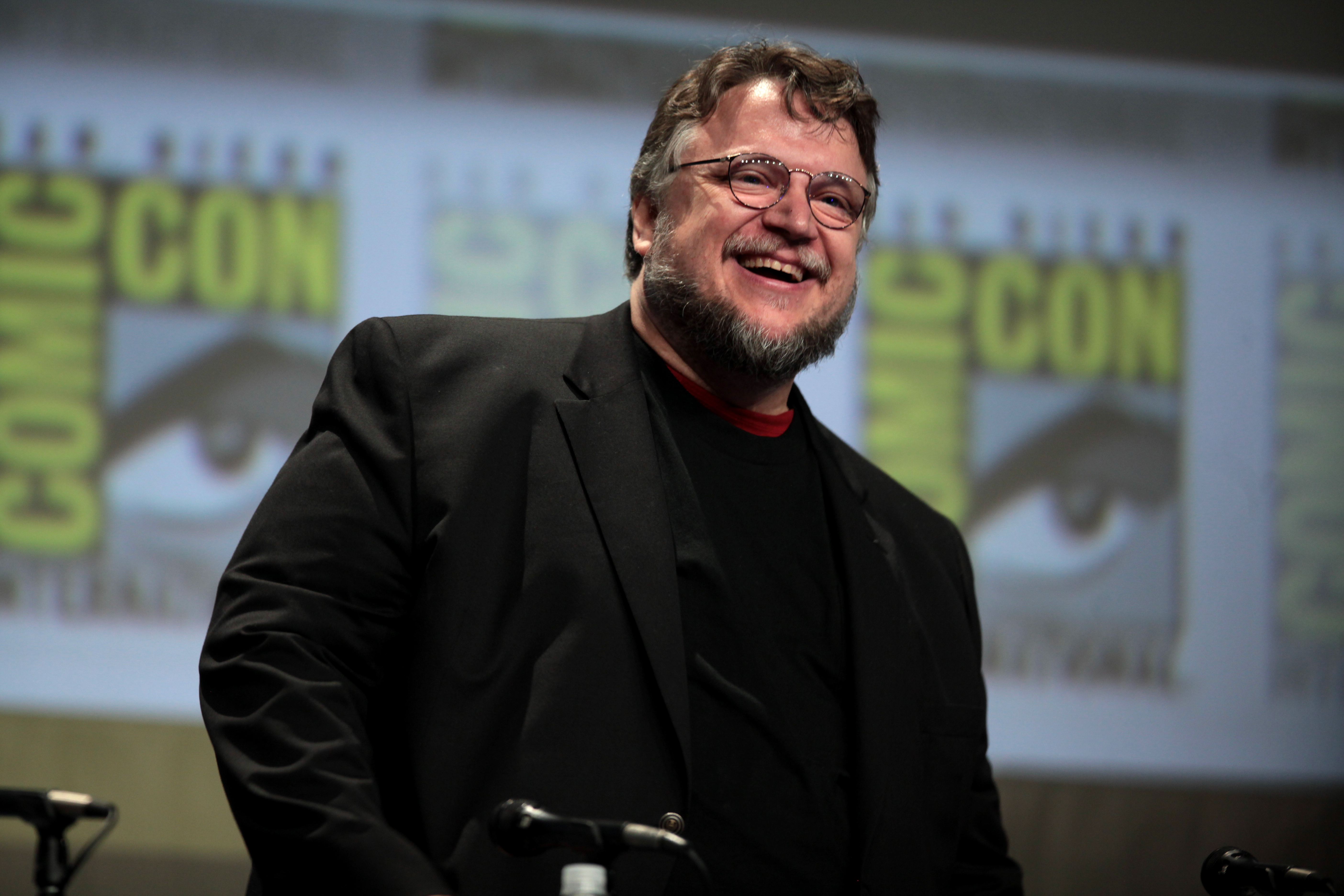
Guillermo del Toro en la Convención Internacional de Cómics de San Diego de 2014, promocionando la película.

## Producción

### Preproducción
Del Toro y Robbins escribieron el guion original de la película después del estreno de El laberinto del fauno en 2006. Fue vendido a Donna Langley, de Universal Studios. Del Toro planeó dirigir la película, pero pospuso el proyecto para hacer Hellboy II: El ejército dorado, y trabajar en las películas de El Hobbit. Langley sugirió que Del Toro produjera la película, a cargo de otro director, pero no pudo encontrar uno que considerara adecuado. Mientras dirigía Pacific Rim, Del Toro desarrolló una buena relación de trabajo con Thomas Tull y John Jashni de Legendary Pictures, quienes le preguntaron qué quería hacer después. Del Toro les envió los guiones para una adaptación cinematográfica de En las montañas de la locura, una adaptación occidental de El conde de Montecristo, y Crimson Peak. Los productores consideraron este último "el mejor proyecto para ellos, en el momento justo". Universal permitió a Del Toro llevar a cabo el proyecto en Legendary, con la condición de que podían poner dinero por una participación en la película.
Del Toro llamó a la película una "historia de fantasmas y romance gótico". Lo describió como "un clásico pero a la vez moderna historia de fantasmas", y dijo que le permitió jugar con las convenciones de los géneros mientras subvertía sus reglas.
Del Toro quería que la película hiciera honor a las "grandes damas" del género de la casa encantada, a saber, El exorcismo, de Robert Wise, y Los Inocentes, de Jack Clayton. El director quería hacer una película de terror a gran escala en la tradición de las que él creció viendo, como The Omen, El exorcista y El resplandor. Citó a esta última como "otro monte Everest de la película de tipo casa encantada", elogiando el alto valor de la producción y el control de Stanley Kubrick en los grandes sets.
La dramaturga británica Lucinda Coxon fue reclutada para reescribir el guion con Del Toro, en la esperanza de traer un "adecuado grado de perversidad e inteligencia".
Benedict Cumberbatch y Emma Stone fueron originalmente los elegidos para protagonizar la película, pero ambos se retiraron de la producción. Tom Hiddleston y Mia Wasikowska se hicieron cargo de sus personajes, respectivamente. La película se tituló durante la producción Haunted Peak, pero Legendary Pictures aseguró que el título de la película no había cambiado, y que solo era el que estaba siendo utilizado por el estudio mientras se filmaba. En el verano de 2013, Burn Gorman se unió al elenco para un papel breve.
En octubre de 2013, Jessica Chastain pasó por un proceso de fundición de cuerpo completo para la película. Ella publicó fotos en su Facebook de su cabeza, el torso y los puños fundidos. El compositor Fernando Velázquez también firmó un contrato para componer la banda sonora. También se anunció que Callum Greene, Jon Jashni y Thomas Tull ayudarían a producir la película.

### Filmación
Las grabaciones comenzaron en Toronto en el Pinewood Toronto Studies, el 10 de febrero y finalizaron el 14 de mayo de 2014. El 28 de abril, el rodaje comenzó en Queen Street del Sur, entre la calle principal y la calle King en Hamilton, Ontario. Esa sección de la carretera fue cerrada al tránsito y cubierta de tierra vegetal para ayudar en el aspecto de la configuración. El edificio Scottish Rite con aspecto gótico al oeste tuvo un lugar central. El rodaje también tuvo lugar en Kingston, Ontario, el 14 de abril de 2014. El 30 de enero de 2014, se anunció que la película iba a ser estrenada en cines el 16 de octubre de 2015.

## Promoción
En la Convención Internacional de Cómics de San Diego, el 23 de julio de 2014, del Toro ayudó a crear accesorios para el stand de Legendary Pictures, permitiendo que los aficionados caminaran a través de puertas cubiertas de nieve, y una galería de puntales del set y el vestuario de la película, incluyendo un cuchillo ensangrentado y una polilla.

### Fechas de estreno
| Fechas de estreno (Fuente: IMDb) |                         |                        |                                                        |
| País                             | Fecha de estreno        | País                   | Fecha de estreno                                       |
| España                           | 16 de octubre de 2015   | Argentina              | 15 de octubre de 2015 13 de octubre de 2015 (premiere) |
| Francia                          | 14 de octubre de 2015   | Filipinas              | 14 de octubre de 2015                                  |
| Túnez                            | 14 de octubre de 2015   | Emiratos Árabes Unidos | 15 de octubre de 2015                                  |
| Austria                          | 15 de octubre de 2015   | Australia              | 15 de octubre de 2015                                  |
| Brasil                           | 15 de octubre de 2015   | Chile                  | 15 de octubre de 2015                                  |
| Colombia                         | 15 de octubre de 2015   | Alemania               | 15 de octubre de 2015                                  |
| Dinamarca                        | 15 de octubre de 2015   | Hong Kong              | 15 de octubre de 2015                                  |
| Hungría                          | 15 de octubre de 2015   | Kuwait                 | 15 de octubre de 2015                                  |
| Líbano                           | 15 de octubre de 2015   | México                 | 30 de octubre de 2015                                  |
| Malasia                          | 15 de octubre de 2015   | Nueva Zelanda          | 15 de octubre de 2015                                  |
| Singapur                         | 15 de octubre de 2015   | Bulgaria               | 16 de octubre de 2015                                  |
| Canadá                           | 16 de octubre de 2015   | Estonia                | 16 de octubre de 2015                                  |
| Reino Unido                      | 16 de octubre de 2015   | Islandia               | 16 de octubre de 2015                                  |
| Lituania                         | 16 de octubre de 2015   | Letonia                | 16 de octubre de 2015                                  |
| Países Bajos                     | 16 de octubre de 2015   | Noruega                | 16 de octubre de 2015                                  |
| Rumania                          | 16 de octubre de 2015   | Suecia                 | 16 de octubre de 2015                                  |
| Turquía                          | 16 de octubre de 2015   | Taiwán                 | 16 de octubre de 2015                                  |
| Estados Unidos                   | 16 de octubre de 2015   | Vietnam                | 16 de octubre de 2015                                  |
| Trinidad y Tobago                | 21 de octubre de 2015   | Israel                 | 22 de octubre de 2015                                  |
| Italia                           | 22 de octubre de 2015   | Portugal               | 22 de octubre de 2015                                  |
| Polonia                          | 23 de octubre de 2015   | Corea del Sur          | 29 de octubre de 2015                                  |
| Perú                             | 29 de octubre de 2015   | Japón                  | 30 de octubre de 2015                                  |
| Sudáfrica                        | 30 de octubre de 2015   | Bélgica                | 11 de noviembre de 2015                                |
| Azerbaiyán                       | 12 de noviembre de 2015 | Kazajistán             | 11 de noviembre de 2015                                |
| Rusia                            | 12 de noviembre de 2015 | Ucrania                | 11 de noviembre de 2015                                |
| Venezuela                        | 16 de octubre de 2015   |                        |                                                        |

## Recepción
La película recibió críticas mixtas a positivas. Recibió una calificación de 73% en la página web rotten tomatoes con un consenso crítico que dice "Crimson Peak ofrece una entretenida, aunque un poco ligera, diversión impulsada por una atmósfera deliciosamente espeluznante y la brillante destreza del director Guillermo del Toro para visiones inolvidables". Las audiencias de la página IMDb le dieron a la película una puntuación de 6,5 sobre 10 y las audiencias de cinemascore le dieron una puntuación de B- en una escala de A+ a F-.

## Premios y nominaciones
| Premio                                   | Categoría                                          | Nominados                                   | Resultado | Ref(s)        |
| ---------------------------------------- | -------------------------------------------------- | ------------------------------------------- | --------- | ------------- |
| Círculo de Críticos de Phoenix           | Mejor película de terror                           | Crimson Peak                                | Nominada  | [ 33 ]        |
| Crítica de Seattle                       | Mejor diseño de producción                         | Tom Sanders, Shane Vieau, Jeffrey A. Melvin | Nominados | [ 34 ] [ 35 ] |
| Gremio de directores artísticos (ADG)    | Mejor dirección artística en una película de época | Thomas E. Sanders                           | Nominado  | [ 36 ] [ 37 ] |
| Gremio de diseñadores de vestuario (CDG) | Mejor vestuario en una película de época           | Kate Hawley                                 | Nominada  | [ 38 ]        |
| Premios Empire                           | Mejor película de terror                           | Crimson Peak                                | Nominado  | [ 39 ]        |
| Premios Empire                           | Mejor vestuario                                    | Kate Hawley                                 | Nominado  | [ 39 ]        |
| Premios Empire                           | Mejor maquillaje y peluquería                      | Jason Detheridge                            | Nominado  | [ 39 ]        |
| Premios Empire                           | Mejor diseño de producción                         | Thomas E. Sanders                           | Nominado  | [ 39 ]        |